# Moon Geun-young
Moon Geun-young (* 6. Mai 1987 in Gwangju) ist eine südkoreanische Schauspielerin.

## Leben und Karriere
Im Alter von zwölf Jahren begann Moons Karriere vor der Kamera mit einer kleinen Rolle in dem Doku-Drama On The Way. Über Südkorea hinaus bekannt wurde Moon durch ihren Auftritt in der Fernsehserie Autumn Fairy Tale im Jahr 2000.
Ihre erste Rolle in einem Film spielte Moon zwei Jahre später, in Lover’s Concerto. Ein Jahr darauf folgte eine Rolle in dem mehrfach ausgezeichneten Horrorfilm A Tale of Two Sisters, der für einen Popularitätsschub in ihrem Heimatland sorgte. Ihre darauffolgende Rolle in der Komödie My Little Bride (2004) brachte ihr in den Medien den „Titel“ als Koreas kleine Schwester (국민 여동생 Gungmin Yeodongsaeng ‚kleine Schwester der Nation‘) ein. In dem Film spielt sie ein 15-jähriges Oberschulmädchen, dass auf Wunsch ihres Großvaters heiratet.
Nach ihrem Abschluss an der Kukje High School studiert Moon seit 2006 an der Sungkyunkwan University in Seoul koreanische Literatur.
2015 kehrt sie als Hyegyeong in Sado nach 9-jähriger Abwesenheit zum Film zurück.
Von Dezember 2016 bis Januar 2017 spielte sie die Hauptrolle in dem Theaterstück Romeo und Julia. Allerdings m wurde sie aufgrund des Kompartmentsyndroms mehrere Male operiert und musst weitere Vorstellungen absagen.

## Filmografie

### Filme
- 1999: On the Way (길 위에서; Dokumentation)
- 2002: Lovers’ Concerto (연애소설)
- 2003: A Tale of Two Sisters (장화·홍련)
- 2004: My Little Bride (어린 신부)
- 2005: Innocent Steps (댄서의 순정)
- 2006: Love Me Not (사랑따윈 필요 없어)
- 2015: Sado (사도)
- 2017: Glass Garden (유리정원)

### Fernsehserien
- 1999–2000: Nurungji Seonsaenggwa Gamja Ilgobgae (누룽지 선생과 감자 일곱개, KBS2)
- 2000: Autumn Fairy Tale (가을동화 Gaeul Donghwa, KBS2)
- 2001: Medical Center (메디컬 센터, Episode 15, SBS)
- 2001: Empress Myeongseong (명성황후 Myeongseong Hwanghu, KBS2)
- 2001: Life is Beautiful (인생은 아름다워 Insaeng-eun Areumdawo, Episode 6, KBS2)
- 2003: The Wife (아내 Anae, KBS2)
- 2008: The Painter of the Wind (바람의 화원 Baram-ui Hwawon, SBS)
- 2010: Cinderella’s Sister (신데렐라 언니 Sinderella Eonni, KBS2)
- 2010: Mary Stayed Out All Night (매리는 외박중 Maeri-neun Oebakjung, KBS2)
- 2012: Cheongdam-dong Alice (청담동 앨리스, SBS)
- 2013: Goddess of Fire (불의 여신 정이 Bun-ui Yeosin Jeongi, MBC)

## Auszeichnungen
1999:
- Edubox Kones Awards (에듀박스 코네스상)

2000:
- KBS Drama Awards: Beste Junge Schauspielerin für Autumn Tale

2004:
- Daejong-Filmpreis: beliebteste Schauspielerin und Beste Nachwuchskünstlerin für My Little Bride
- Chunsa Film Art Award: Beste Nachwuchs-Schauspielerin für My Little Bride
- Blue Dragon Award: Popular Star Award (인기스타상) für My Little Bride

2005:
- Daejong-Filmpreis: beliebteste Schauspielerin für Innocent Steps

2006:
- 29th Golden Cinematography Awards: Beste Schauspielerin für Innocent Steps

2007:
- Daejong-Filmpreis: Beste Schauspielerin für Love Me Not

2008:
- 21st Grimae Awards: Beste Schauspielerin für Painter of the Wind
- SBS Drama Award: Bestes Paar (mit Moon Chae-won), Top 10 Stars und Daesang (Grand Prize) für Painter of the Wind

2009:
- 4th Seoul International Drama Awards: beliebteste Schauspielerin für Painter of the Wind
- 45th Baeksang Arts Awards: Beste Schauspielerin (Fernsehen) für Painter of the Wind

2010:
- 6th Golden Ticket Awards: Beste Schauspielerin in einem Theaterstück für Hautnah
- KBS Drama Award: beliebteste Schauspielerin und Top Excellence Award, Actress für Cinderella’s Sister

2011:
- 6th Seoul International Drama Awards: Outstanding Korean Actress für Mary Stayed Out All Night
- 47th Baeksang Arts Awards: beliebteste Schauspielerin (Fernsehen) für Cinderella’s Sister